# Molybdæn
Molybdæn (af græsk molybdos, der betyder "bly-agtig") er det 42. grundstof i det periodiske system, og har det kemiske symbol Mo: Under normale temperatur- og trykforhold optræder dette overgangsmetal som et tungt, gråt metal.

## Egenskaber
Rent molybdæn er "sprødt" og er tilbøjeligt til at smuldre hvis man forsøger at bearbejde og formgive materialet.
Ligesom wolfram angribes molybdæn ikke af reducerende syrer, end ikke flussyre, til gengæld angribes molybdæn af oxiderende syrer samt smeltede alkalimetaller.

## Tekniske anvendelser
Siden første verdenskrig har man anvendt molybdæn som en "ingrediens" i særlige stærke, korrosions- eller varmebestandige stål-typer og andre legeringer, og i dag bruges to tredjedele af verdens samlede produktion af molybdæn i sådanne legeringer. Disse materialer bruges blandt andet i rørledninger til olie, til visse komponenter i flyvemaskiner og missiler, og i glødetråde. I visse røntgenrør, især dem der anvendes i udstyr til mammografi, er anoden lavet af molybdæn. Indenfor elektronikken anvendes molybdæn til at lave gennemsigtige tilledninger til de tyndfilm-transistorer der især bruges i visse typer LCD-skærme.
I den petrokemiske industri bruges molybdæn som en katalysator, især til at fjerne svovl-holdige organiske forbindelser fra olieprodukter. Molybdændisulfid (MoS2) er fremragende som "tørt" smøremiddel, især ved høje temperaturer. Molybdæn indgår desuden i en række røde, orange og gule farvestoffer til maling, trykfarve samt plastic og gummi.

## Historie
Da molybdæn i naturen altid forekommer som en bestanddel af forskellige mineraler, blev dette grundstof først identificeret i slutningen af det 18. århundrede — indtil da blev de molybdænholdige mineraler fejlagtigt identificeret som mineraler af andre grundstoffer, typisk kulstof og bly. I 1778 fremstillede den svenske kemiker Carl Wilhelm Scheele molybdæntrioxid ved at behandle mineralet molybdænit (molybdændisulfid) med salpetersyre, og påviste derved at der var tale om et "nyt" grundstof. Scheeles landsmand, kemikeren og mineralogen Peter Jacob Hjelm, reducerede molybdænoxid til metallisk om end ikke særlig rent molybdæn ved hjælp af kulstof.
Det nye grundstof forblev en laboratoriekuriositet indtil slutningen af det 19. århundrede, da den franske virksomhed Schneider & Co gennem nogle eksperimenter med additiver i stål til pansring opdagede molybdæns nyttige egenskaber. Under første verdenskrig voksede forbruget af molybdæn kraftigt, da der blev knaphed på wolfram til brug i stærke stållegeringer.

## Forekomst
Molybdæn findes i en række mineraler, herunder wulfenit, powellit og molybdænit, men det er primært sidstnævnte der er udgangspunkt for kommerciel udvinding af molybdæn. Nogle steder udvindes dette mineral ved minedrift, andre steder følger det med som et biprodukt til kobber-udvinding. Molybdæn-indholdet varierer mellem 0,01% og 0,5%, og omkring halvdelen af verdens samlede produktion af molybdæn udvindes i USA.
I en prøve af peroxen som den sovjetiske rumsonde Luna 24 bragte til Jorden fra Mare Crisium på Månen, har man fundet et "korn" på 1 × 0,6 mikrometer af rent molybdæn.

## Molybdæn i biologien
Molybdæn spiller en rolle i alle levende væsener; alle levende ting indeholder et par parts per million af dette grundstof, og har brug for det i deres næring. Et stykke jord kan ligge goldt hen hvis der er mangel på molybdæn i jorden.
Molybdænet indgår i to klasser af enzymer; nitrogenaser og molybdopteriner. Nitrogenaser findes i bakterier, hvor de medvirker til kvælstoffiksering. Hos dyr indgår molybdæn i enzymet xanthinoxidase, som medvirker ved nedbrydningen af purin. Hos visse dyrearter stimuleres væksten af et tilskud af molybdæn i deres kost.
Molybdæn og dets kemiske forbindelser er ikke i sig selv voldsomt giftige; akut molybdænforgiftning er usandsynligt hos mennesker, fordi det ville kræve en temmelig stor dosis. Folk der arbejder med udvinding eller raffinering af molybdæn bliver formodentlig udsat for molybdæn, men hidtil har der ikke været rapporteret om bivirkninger af denne påvirkning.

Til gengæld griber et overskud af molybdæn i kosten ind i organismens optagelse af andre stoffer; blandt andet hæmmer det optagelsen af kobber og medfører mangel på dette stof.
Francis Crick, som var med til at opdage DNA, tolker den kendsgerning, at et forholdsvis sjældent grundstof som molybdæn spiller en afgørende rolle for alt liv, som et indicium for panspermia-teorien: At livet er vandret fra den ene "beboelige" planet til den næste, og mere eller mindre bevidst "befrugter" nye verdener med liv.
Molybdæn i sedimenter bruges som indikator for atmosfærens indhold af oxygen som forudsætning for dyrenes udvikling.

## Isotoper af molybdæn
Der findes seks stabile isotoper af molybdæn; 92Mo, 94Mo, 95Mo, 96Mo, 97Mo og 98Mo. Dertil kender man nærved to dusin radioaktive isotoper, hvoraf langt størsteparten har halveringstider der måles i sekunder.